# Raio (roda)

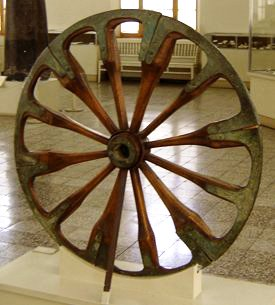
Roda com raios, que se estima tenha sido utilizada por volta de 2000 a. C. Foi descoberta em Choqa Zanbil e se encontra em exibição no Museu Nacional do Irão (em Teerã).

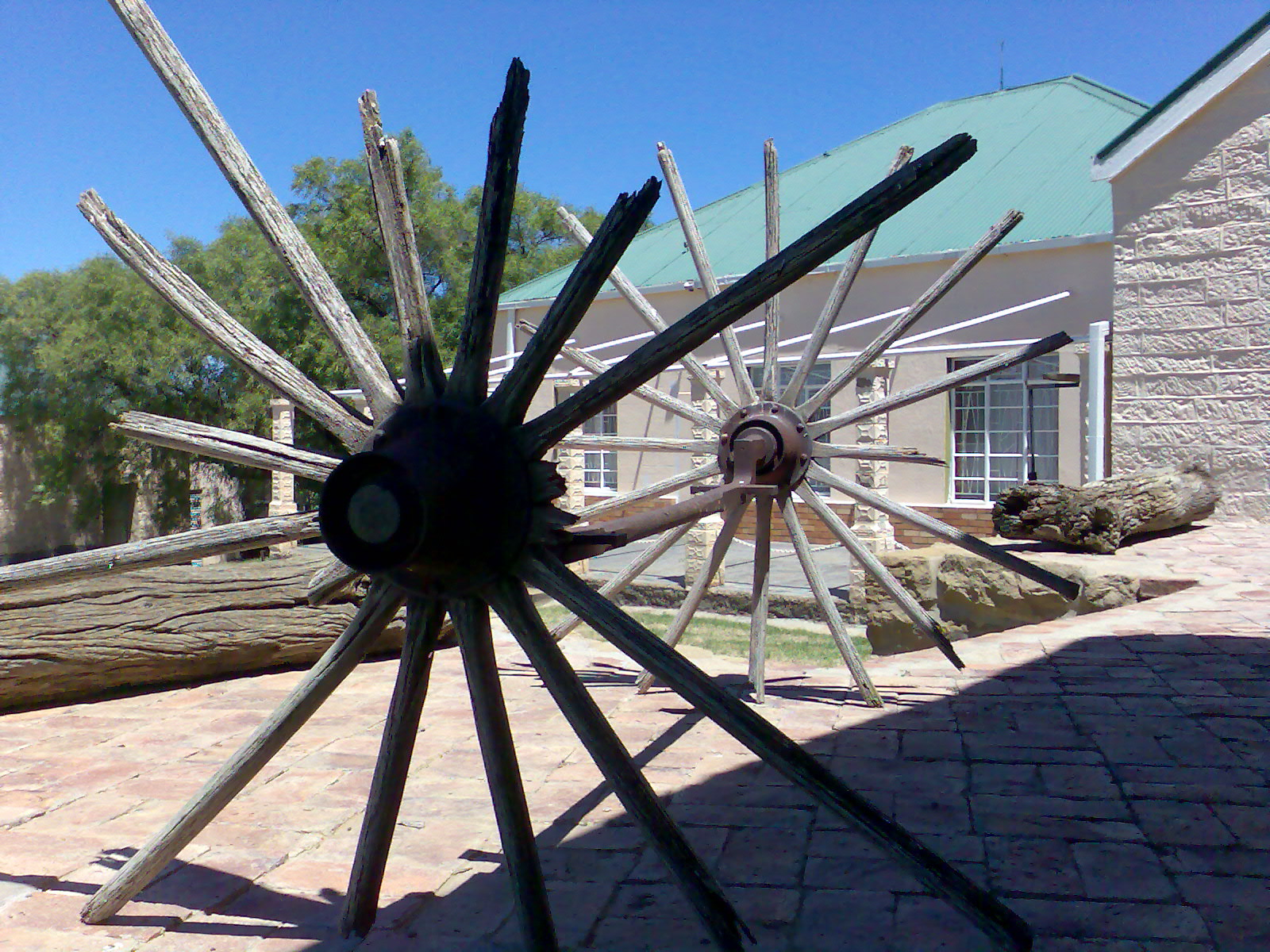
Restos de um par de rodas de carroça com eixo metálico.

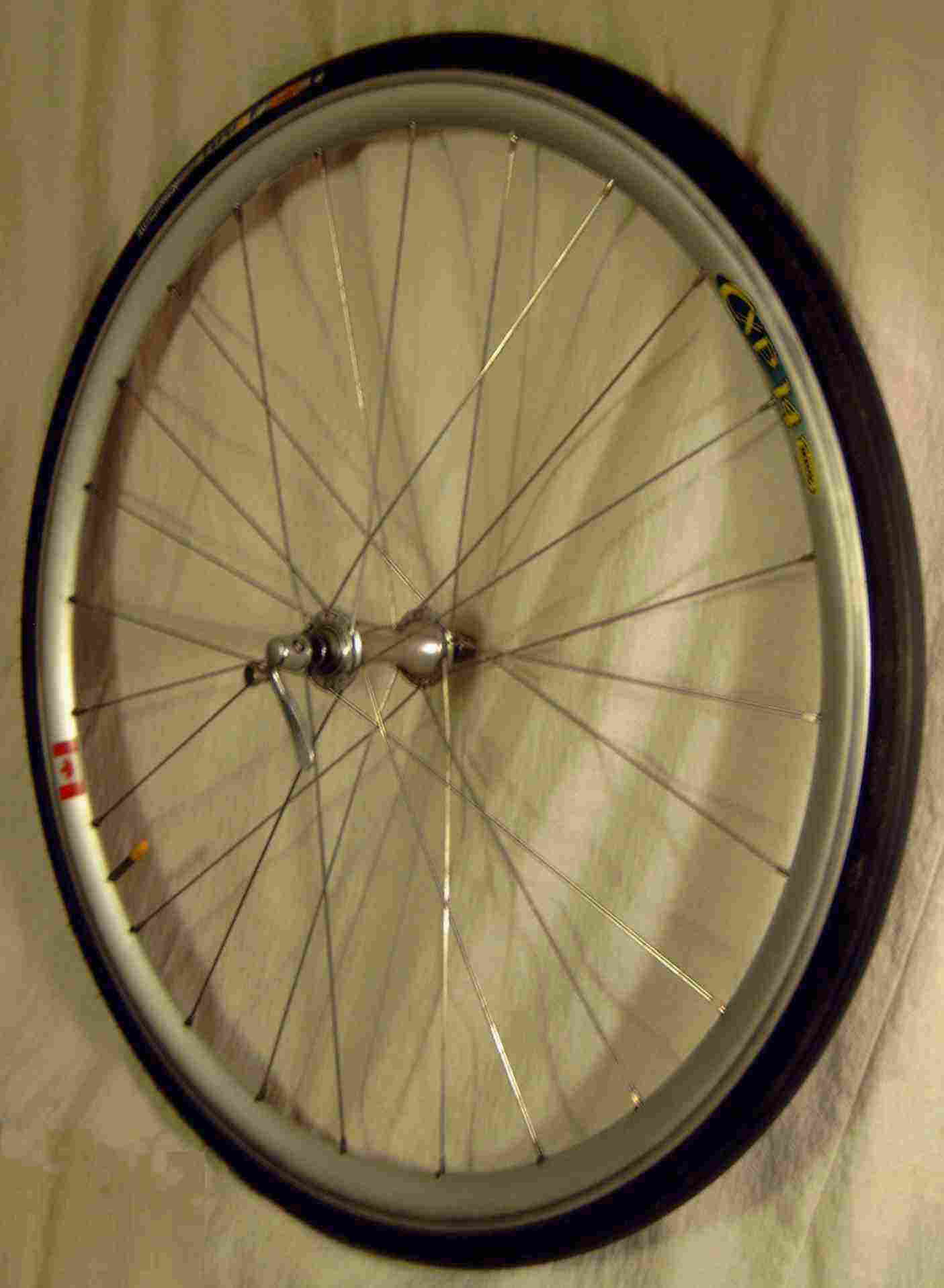
Raios de metal em uma roda de bicicleta.

Um raio ou uma raia de uma roda é cada uma das barras que unem rigidamente a zona central (ou cubo) à perimetral (aro). O centro conecta com um eixo, que pode servir para transmitir à roda uma tração motriz.

## História
As primeiras rodas eram constituídas por simples discos de madeira com uma perfuração central para poder encaixá-las em um eixo. Estima-se que a invenção da roda com raios surgiu durante a chamada cultura de Andrónovo (2000-1200 a.C.), em uma região situada ao norte da Ásia Central, e possibilitou a construção de veículos muito mais leves e rápidos.
As primeiras rodas com raios de madeira foram utilizadas em carroças e carruagens puxadas por animais. Nos primeiros automóveis, também se empregaram rodas com raios de madeira, de um tipo similar ao usado nos carros de artilharia.

## Materiais
Os raios podem ser de madeira, metal ou fibra sintética, dependendo do uso que se dará e as tensões de tração, torção ou compressão que sofrerão os mesmos.

### Tensões nos raios
Em uma roda, uma carga no eixo faz com que a banda de rolamento se deforme ligeiramente contra o solo, ficando os raios inferiores submetidos a forças de compressão (encurtando-se ou flexionando-se ligeiramente), e os superiores a forças de tração (alongando-se e tencionando-se ligeiramente).
As rodas cujos raios são cabos tensionados (como as de bicicleta) são as que se comportam melhor, pois os raios apenas sofrem deformações ao compensar-se as tensões de compressão com as de tensionamento. Além disso, costuma-se montá-las tangencialmente à zona cilíndrica central, para otimizar sua resposta à tração e evitar os esforços de torção que se transmitem, principalmente, ao acelerar e ao frear.